# Marea Cameră a Curții Europene a Drepturilor Omului

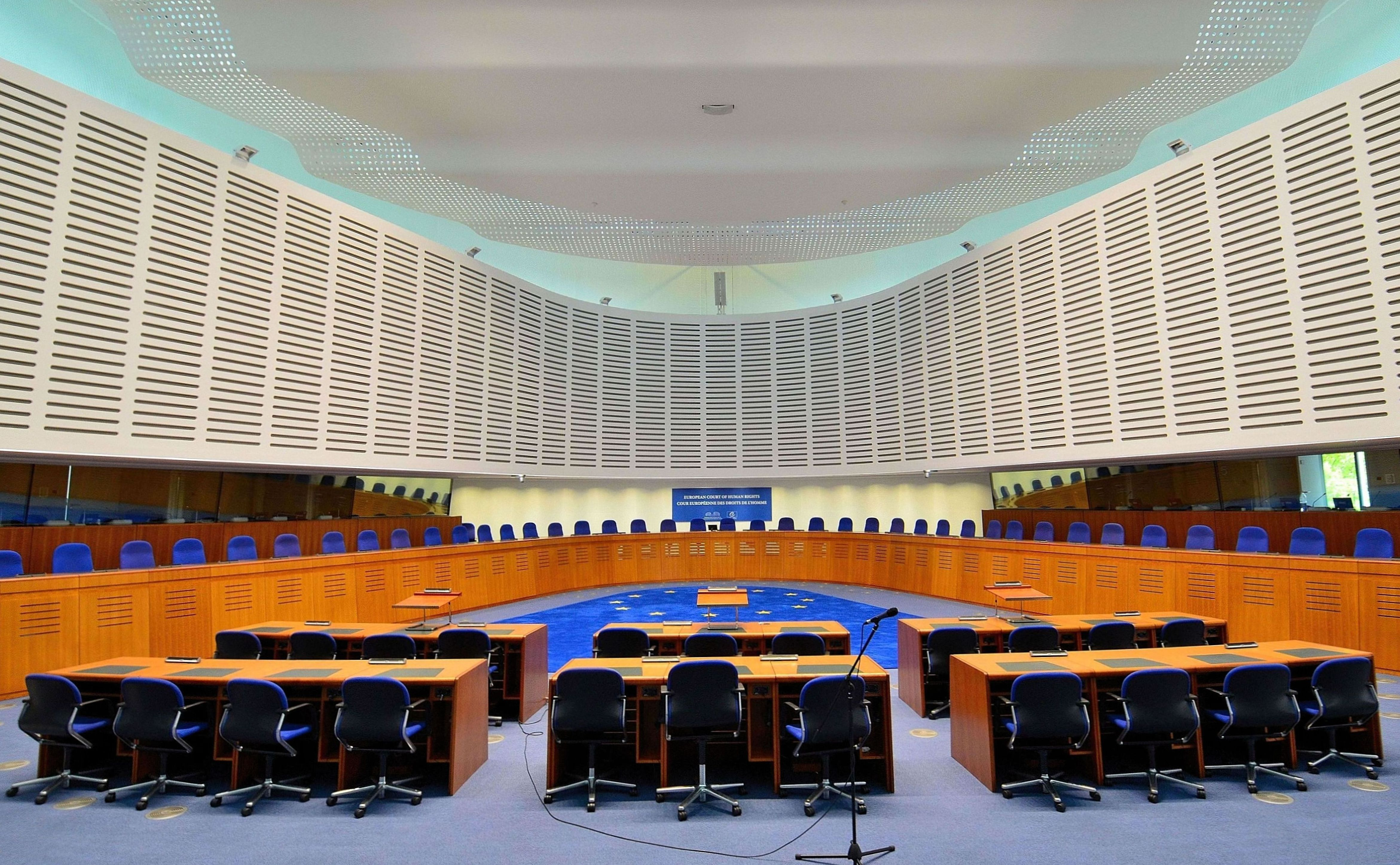
Marea Cameră, aflată în clădirea Curții Internaționale a Drepturilor Omului, în Strasburg.

Marea Cameră a Curții Europene a Drepturilor Omului, formată din 17 judecători, reprezintă cea mai importantă dintre grupurile de judecată de care poarte dispune Curtea, fiind invocată doar în cazuri excepționale.